# 医療経営士
医療経営士（いりょうけいえいし）は、一般社団法人日本医療経営実践協会が、医療機関をマネジメントする上で必要な医療と経営に必要な知識、経営課題を解決する能力を有し、実践的な経営能力を備えた人材に発行する民間資格。

## 概要
- 病院現場では、事務部門が医療経営を実践的かつ体系的に学べる仕組みがなかったことが指摘されてきた。こうした背景のもと日本医療経営実践協会は、認定資格である「医療経営士」として、講習や認定試験を受けることで「1～3級」が授与されるシステムを構築した。
- 日本医療経営実践協会では、「医療経営士」とは、たとえば医療経営の基礎知識、中堅スタッフは体系的な知識の習得を目指して研鑽し、最終的には専門知識と実践思考を備えた経営幹部として活躍することを到達点であるとしている。ただし中小企業診断士のような公的資格ではない。

## 取得方法
1級から3級までそれぞれのカリキュラムを履習し、資格認定試験を合格すると、一般社団法人日本医療経営実践協会から「医療経営士」として認定される。
「医療経営士」として認定されると、日本医療経営実践協会会員として登録する資格が得られ、財務分析、業務改善、リスクマネジメント、地域連携、広報、DPC等の各研究会に参加できる。